# Nimitz osztály
A Nimitz osztály az Amerikai Haditengerészet egyik repülőgéphordozó-osztálya, melybe napjaink legnagyobb repülőgép-hordozói tartoznak. Ezt a hajóosztályt az 1960-as években tervezték azzal a céllal, hogy a fedélzetről bevethető harci repülőgépekkel megfelelő elrettentő erőt, illetőleg csapásmérő erőt jelentve reprezentálja az Amerikai Egyesült Államok nagyhatalmi státuszát a világ bármely területén. Ennek megfelelően osztják be a hajókat az egyes flottakötelékek alárendeltségébe.

## Fejlesztésük
1968. július 1-jén rendelték meg az osztály első hajóját, a USS Nimitz hordozót. 
Eredetileg 3 hajó megrendeléséről volt szó, ezek a USS Nimitz (CVN–68), USS Dwight D. Eisenhower (CVN–69) és USS Carl Vinson (CVN–70) voltak. 
Később azonban megrendeltek további 7 egységet: USS Theodore Roosevelt (CVN–71), USS Abraham Lincoln (CVN–72), USS George Washington (CVN–73), USS John C. Stennis (CVN–74), USS Harry S. Truman (CVN–75), USS Ronald Reagan (CVN–76) és USS George H. W. Bush (CVN–77). Az elkészült tíz egység 1975 (USS Nimitz) és 2009 (USS George H. W. Bush) között állt szolgálatba. 
A USS Theodore Roosevelt és az utána vízre bocsátott hajók némileg különböznek az első három hajótól. Ezért ezeket egyes forrásokban külön hajóosztályként említik, azonban a US Navy egy osztályba tartozónak sorolja az összes hajót. Az első három hajóegységet egyébként az esedékes reaktor fűtőanyag-csere és átfogó karbantartási projekt keretében átépítették a későbbi hajókkal megegyező kialakításúra.
Az utolsó Nimitz osztályú repülőgép-hordozó, a USS George H. W. Bush (CVN–77) építése 2008-ban fejeződött be, 2008 novemberében még a hajó felszerelését követően a tengeri futópróbák zajlottak, a tényleges hadrendbe állítása 2009 januárjában történt. A hajó lényegesen eltér a hajóosztály korábbi egységeitől („hagymaorr” (bulbous bow) a nagyobb sebesség eléréséhez, módosított fedélzeti elemek a radarkeresztmetszet és a saját emisszió csökkentésére, illetve számos, a személyzet létszámának csökkentését lehetővé tévő módosítás). Ezzel az egységgel egyébként a hajóosztály biztosan lezárul, a következő repülőgép-hordozó osztály első egységének – USS Gerald R. Ford (CVN–78) – az építése megkezdődött, mely várhatóan 2015-ben áll majd hadrendbe a USS Enterprise (CVN–65) leváltására. 
A hajók tervezett élettartama 50 év, amely lényegesen hosszabb a hajók átlagosnak mondható élettartamánál. Természetesen a hosszú élettartam alatt a technika fejlődését követve a hajók egyes rendszereit rendszeresen modernizálják.
A Nimitz osztály hajói hadrendbe állításuk óta részt vettek az Egyesült Államok részvételével lezajlott összes katonai konfliktusban, így az öbölháborúban és az iraki háborúban is.

## Egységek
A hajók nevéhez fűzött jelölés – CVN–XX – első két betűje a hajótest besorolását jelöli: CV → Cruiser Voler, azaz repülőgép-hordozó. A harmadik betű a meghajtás típusára utal: N → Nuclear, azaz nukleáris. A jelölés végén álló szám azt mutatja, hogy a US Navy hanyadik repülőgép-hordozójaként épült meg az adott hajóegység.
| Név                               | Szerződés            | Megrendelés         | Vízrebocsátás       | Szolgálatba állítás | A nukleáris üzemanyag cseréje és felújítás        | Üzemben tartás | Honi kikötő                    | Repülőezred |
| --------------------------------- | -------------------- | ------------------- | ------------------- | ------------------- | ------------------------------------------------- | -------------- | ------------------------------ | ----------- |
| USS Nimitz (CVN–68)               | 1967. március 31.    | 1968. június 22.    | 1973. május 13.     | 1975. május 3       | 1998–2001                                         | ~2025          | San Diego/Everett              |             |
| USS Dwight D. Eisenhower (CVN–69) | 1970. június 29.     | 1970. augusztus 15. | 1977. október 11    | 1977. október 18.   | 2001–2005 2014. március (portsmouth-i szárazdokk) | ~2027          | Norfolk                        |             |
| USS Carl Vinson (CVN–70)          | 1974. április 5.     | 1975. október 11.   | 1980. március 15.   | 1983. március 13.   | 2005–2009                                         | ~2030          | San Diego                      |             |
| USS Theodore Roosevelt (CVN–71)   | 1980. szeptember 30. | 1981. október 31.   | 1984. október 27.   | 1986. október 25.   | 2009–2013                                         | ~2034          | Norfolk                        |             |
| USS Abraham Lincoln (CVN–72)      | 1982. december 27.   | 1984. november 3.   | 1988. február 13    | 1989. november 11.  | 2013–~2017                                        | ~2039          | Everett/Norfolk                |             |
| USS George Washington (CVN–73)    | 1982. december 27    | 1986. augusztus 25. | 1990. július 21.    | 1992. július 4.     |                                                   | ~2042          | Jokoszuka, Japán               |             |
| USS John C. Stennis (CVN–74)      | 1988. június 30.     | 1991. március 13.   | 1993. november 13.  | 1995. december 9.   |                                                   | ~2045          | Bremerton                      |             |
| USS Harry S. Truman (CVN–75)      | 1988. június 30.     | 1993. november 29.  | 1996. szeptember 7. | 1998. július 25.    |                                                   | ~2048          | Norfolk                        |             |
| USS Ronald Reagan (CVN–76)        | 1994. augusztus 12.  | 1998. február 12.   | 2001. március 10.   | 2003. július 12.    | 2012. február (bremertoni szárazdokk)             | ~2053          | San Diego, Naval Base Coronado | CVW–14      |
| USS George H. W. Bush (CVN–77)    | 2001. február 26.    | 2003. május 19.     | 2006. október 9.    | 2009. január 10.    |                                                   | ~2059          | Norfolk                        |             |

## Meghajtás
A Nimitz osztály hajóiban a szükséges energiát 2 db nyomottvizes atomreaktor szolgáltatja.
(A technológia gyors fejlődését mutatja, hogy az első, a Nimitz osztály előtt alig néhány esztendővel korábban elkészült USS Enterprise ellátásához szükséges energia előállításához még nyolc reaktor beépítésére volt szükség, amelyekben 3-5 évenként kellett cserélni a fűtőanyagot.) A reaktorok fűtőanyaga urán, amelyet mintegy 20 évenként kell lecserélni. A felújítási és újratöltési munkálatok elvégzése mintegy 3 évig tart, így egy hajó szinte folyamatosan szolgálaton kívül áll. A USS Carl Vinson 2005 végén állt be a Northrop Grumman Shipbuilding hajógyárba a Virginia állambeli Newport News-ban. A hajó 2010 elején állt ismét szolgálatba. 2013-ban a USS Theodore Roosevelt állt dokkban.

## Fegyverzet
A Nimitz osztály hajóinak fedélzetére települő repülőgéphordozó-fedélzeti repülőezred állománytáblája eredetileg 85 repülőgépből állt, azonban ez a szám a Grumman F-14A Tomcat és a Grumman A-6E Intruder típusok kivonása után rendszerbe állított McDonnel Douglas/Boeing F/A 18E/F Super Hornet gépeknek köszönhetően 64 darabra csökkent. 

## Műveleti alkalmazás
A repülőgép-hordozók bevetésére az úgynevezett „hordozó-csapásmérő kötelék” (Carrier Strike Group) keretében kerül sor. Ezen kötelékben a hordozón kívül általában 1-2 cirkáló (CG), 4-10 romboló (DDG) és 1-3 fregatt (FFG), valamint 1-2 vadász-tengeralattjáró (SSN), illetve a hajók műveleti ellátását szolgáló ellátóhajók tartoznak.

## Kikötők
A hajóosztály honi kikötői:

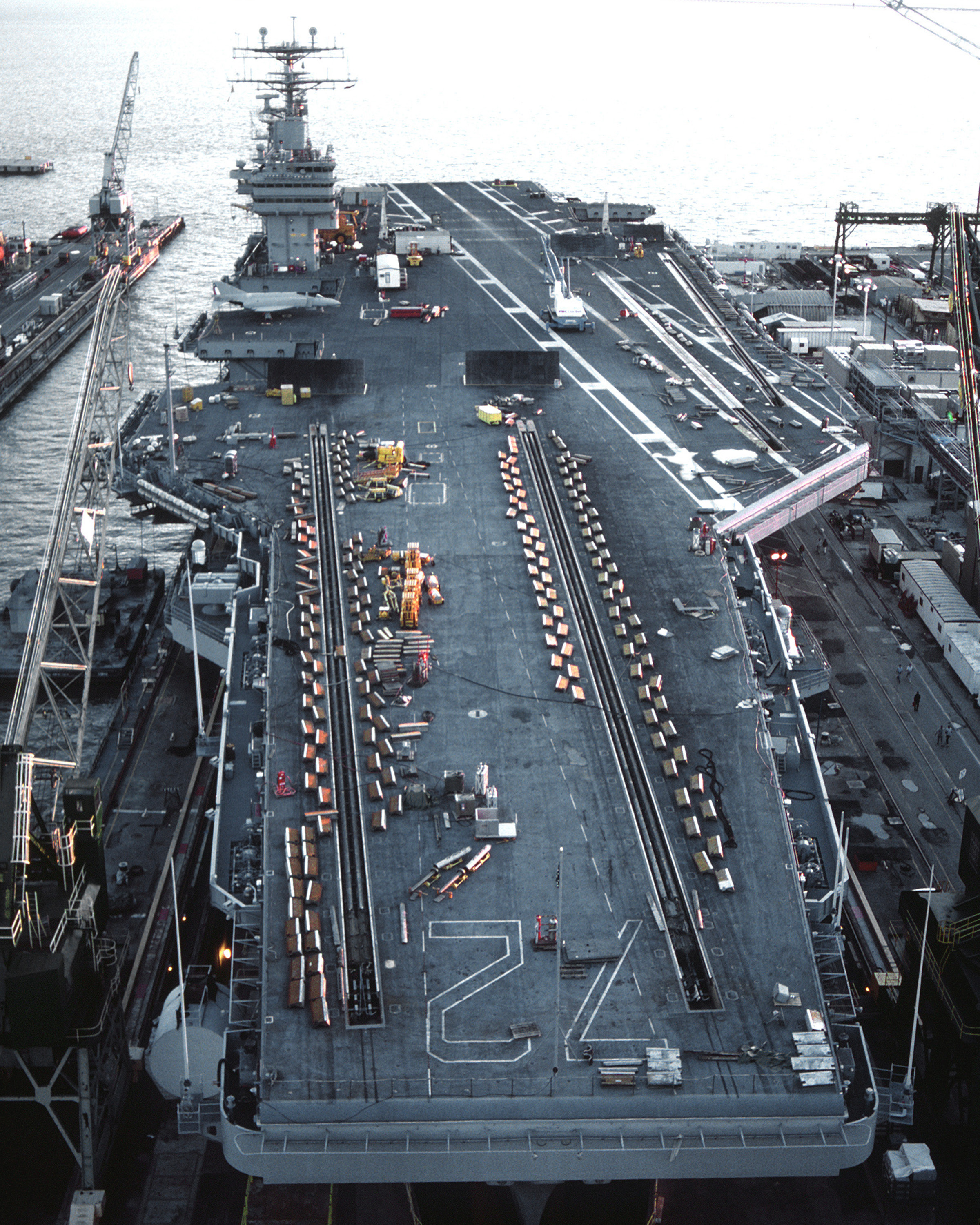
A USS Abraham Lincoln szárazdokkban 1990-ben

- a keleti parton 3-4 hajóegység állomásozhat a Virginia állambeli Norfolk kikötőjében;
- a nyugati parton 2-3 hajóegység a kaliforniai San Diego kikötőjében; 1 hajóegység a Washington állambeli Bremertonban és 1 hajóegység a szintén Washington állambeli Everett-ben.

A US Navy egyetlen olyan külföldi haditengerészeti bázist üzemeltet, amely egy repülőgép-hordozónak is otthont nyújt. Ez Japánban, Jokoszukában található bázisra korábban kizárólag hagyományos fűtőanyaggal üzemelő hajók kerültek beosztásra, mivel a japán lakosságot rendkívül érzékenyen érinti a nukleáris energia.
Így, mivel 2008-ban az utolsó olajtüzelésű hajóegység, a USS Kitty Hawk (CV–63) is kivonásra került, a Nimitz osztály egyik egysége (jelenleg a USS George Washington (CVN–73)) honi kikötőjeként ez a bázis szolgál. 
A USS Kitty Hawk (CV–63) kivonásával egyébként az Egyesült Államok Haditengerészetében a Nimitz osztály hajóin kívül már csak egyetlen repülőgép-hordozó állt hadrendben, a USS Enterprise (CVN–65). Ezt követően mind a tíz hajóegységet az osztály adta a Gerald R. Ford osztály üzemelésének megkezdéséig.

## Külső hivatkozások
- A USN oldala repülőgép-hordozóiról Archiválva 2013. október 17-i dátummal a Wayback Machine-ben – Navy.mil
- Fotók a Dwight D. Eisenhower (CVN–69)-ről

Videók
- Anatomy of a Supercarrier Part 1 Part 2 Part 3[3] Part 4 Part 5